# Hidden Path Entertainment
Hidden Path Entertainment (também conhecida por Hidden Path) é uma desenvolvedora de jogos eletrônicos estadunidense com sede em Bellevue (Washington), Estados Unidos. Foi fundada em 2006 por Michael Austin, Jim Garbarini, Dave McCoy, Jeff Pobst e Mark Terrano. Em 2008, Hidden Path lançou o seu primeiro jogo original, Defense Grid: The Awakening, para PC e em 2009 para Xbox, via download. O título foi bem recebido com a sua interpretação diferencial do gênero tower defense e já vendeu mais de 500.000 de cópias desde seu lançamento. Em 2009, a Hidden Path começou a trabalhar com a Valve Corporation, contribuindo e mantendo o aclamado título Counter-Strike: Source, primeiramente lançado em 2004.
Hidden Path também auxiliou a Valve a desenvolver o mais recente título da série Counter-Strike, chamado Counter-Strike: Global Offensive. CS:GO teve sua estreia na PAX Prime de 2011 e foi lançado em 21 de agosto de 2012, sendo disponibilizado para PC, Mac, PlayStation 3 (PlayStation Network) e Xbox 360 (Xbox Live Arcade).
De acordo com a Valve, a razão deles trabalharem juntos é que os membros de ambas as empresas já se conhecem há um tempo e que seus escritórios são "logo depois da esquina". Hidden Path também contribuiu no estágio de prototipação de Left 4 Dead 2. Eles também colaboraram com a Valve para o lançamento da expansão "You Monster!", de Defense Grid, que apresentou o personagem GLaDOS da série Portal.
Atualmente a empresa remasterizou o jogo Age of Empires II em HD, além de adicionar várias outras opções, como multi-monitores e a Steam Workshop, já que o jogo só será lançado na plataforma de vendas da Valve.

## Lista de jogos
| Ano  | Título                           | Plataforma(s) | Plataforma(s) | Plataforma(s) | Plataforma(s) |
| Ano  | Título                           | Mac           | PS3           | Win           | X360          |
| ---- | -------------------------------- | ------------- | ------------- | ------------- | ------------- |
| 2008 | Defense Grid: The Awakening      | Sim           | Não           | Sim           | Sim           |
| 2012 | Counter-Strike: Global Offensive | Sim           | Sim           | Sim           | Sim           |
| 2013 | Age of Empires II HD             | Não           | Não           | Sim           | Não           |